# Köşkerli
Koordinaten: 36° 36′ 34,8″ N, 34° 12′ 23,1″ O

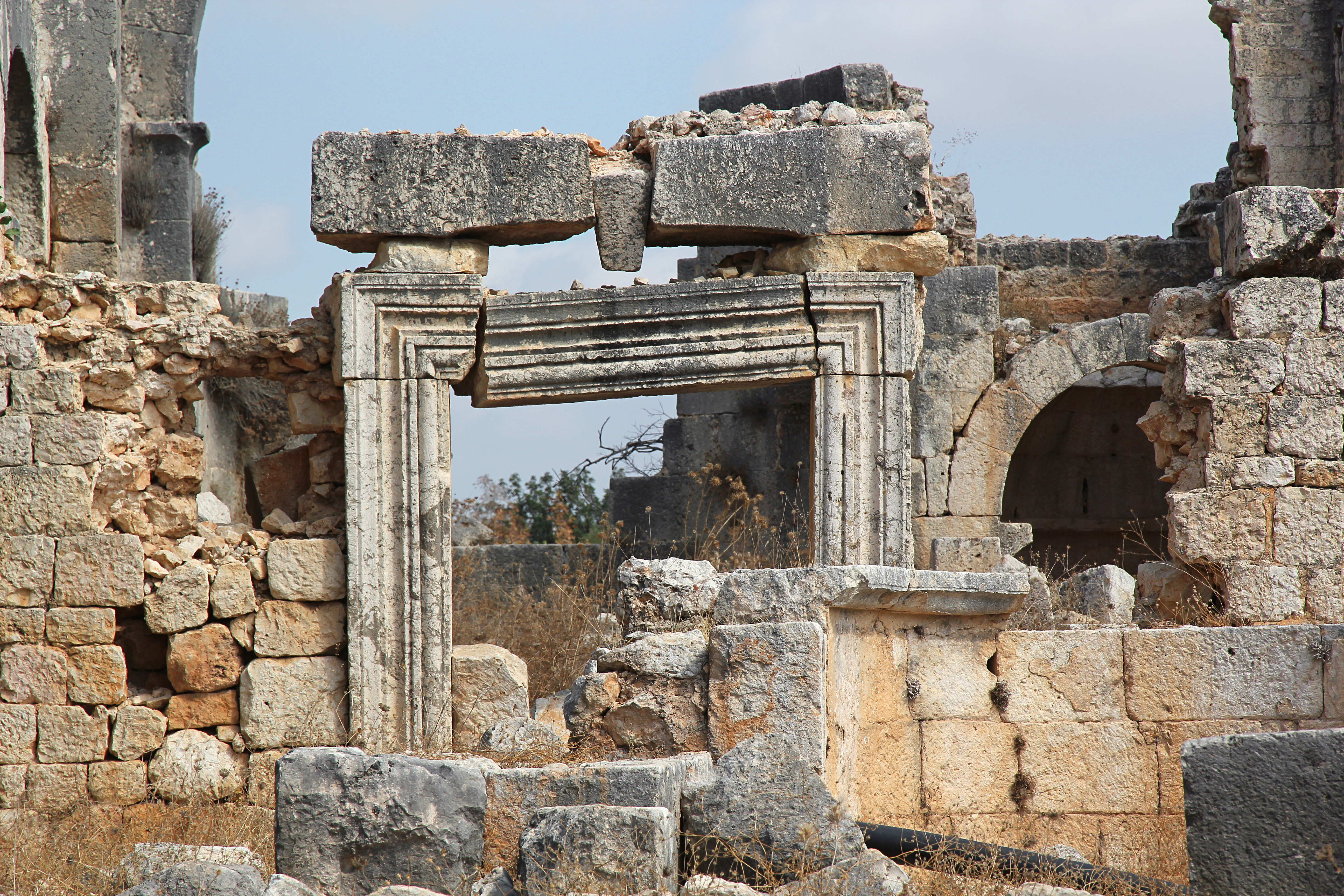
Naostür der Basilika

Köşkerli bezeichnet die Ruinen einer römisch-frühbyzantinischen Siedlung im Rauen Kilikien in der Südtürkei.

## Lage
Köşkerli liegt im Bezirk Erdemli der türkischen Provinz Mersin, etwa 10 Kilometer westlich des Bezirkszentrums Erdemli und 40 Kilometer südwestlich der Provinzhauptstadt Mersin. Vom Küstenort Kocahasanlı führt eine Straße über Üçtepe nach Nordwesten, weiter über Arslanlı nach Güzeloluk. 1,5 Kilometer hinter Üçtepe zweigt eine Straße nach links ab, die nach weiteren zwei Kilometern Köşkerli erreicht. In Arslanlı zweigt nochmals eine Straße nach Westen ab, parallel zum Tal des Flusses Limonlu, des antiken Lamos, über die man die Ruinenstätten von Üçayaklı, Yeniyurt Kalesi, Veyselli und Tapureli erreicht. Etwa 3,5 Kilometer nordöstlich von Köşkerli liegen auf dem Hügel Çet Tepe die Ruinen eines spätrömischen Wirtschaftshofes, etwa vier Kilometer östlich die von Yapısıgüzel.

## Beschreibung
Die Siedlung bestand aus etwa 50 Häusern, beiderseits der heutigen Straße. Erhalten sind Türstürze, manche davon mit Kreuzen, Zisternen mit Tonnengewölbe, Ölpressen sowie im Süden einige Gräber und ein Sarkophag.
Ebenfalls im Süden stehen die Relikte einer dreischiffigen Basilika und einer kleineren Kirche. Die Basilika hat Außenmaße von etwa 20 × 12 Metern und ist nach Nordosten ausgerichtet. Vom Narthex sind nur noch Spuren vorhanden. Der Naos war durch Säulen und vier Kreuzpfeiler in drei Schiffe gegliedert, die mit Apsiden im Nordosten abschlossen. Vom Narthex führten drei Eingänge in den Hauptraum. Weitere Türen befanden sich in der Nordwest- und der Südostwand. Da an der Apsisfront keine Ansätze von Arkaden zu erkennen sind, vermutet Stephen Hill, dass sich dort ein Querschiff befand. In der Westecke ist ein zweigeschossiger Nebenraum erkennbar, der vom Innenraum durch Bögen zu betreten war. Entsprechende Räume befanden sich in allen vier Ecken des Gebäudes, also auch vor den seitlichen Apsiden. An dem westlichen Raum ist noch einer der vier Kreuzpfeiler erkennbar. Im oberen Stockwerk war die Kirche mit Emporen ausgestattet. 
Im Bereich des Narthex und des Vorhofs der Basilika stehen Reste einer kleineren, einräumigen Kirche von etwa 7 × 5 Metern. Erhalten sind lediglich die Apsis und Mauerreste. Friedrich Hild und Hansgerd Hellenkemper, die den Ort in den 1980er Jahren besuchten, stuften sie als mittelalterlich beziehungsweise spätbyzantinisch ein. Die Christliche Archäologin Ina Eichner, die in den 2000er Jahren einen Survey zur Aufnahme frühbyzantinischer Wohnhäuser in Kilikien durchführte, stellt dagegen fest, dass es sich um einen älteren Vorgängerbau der größeren Kirche handelt, „auf den die spätere Emporenkirche Rücksicht nimmt und die ihn deswegen in ihren Narthex einbezieht.“ Südwestlich der beiden Kirchen liegt eine monolithe römische Säule mit einem einfachen Kapitell. Sie ist 6,30 Meter lang und hat einen Durchmesser von 0,85 Metern. Ob sie Teil der Kirche war, ist unklar.

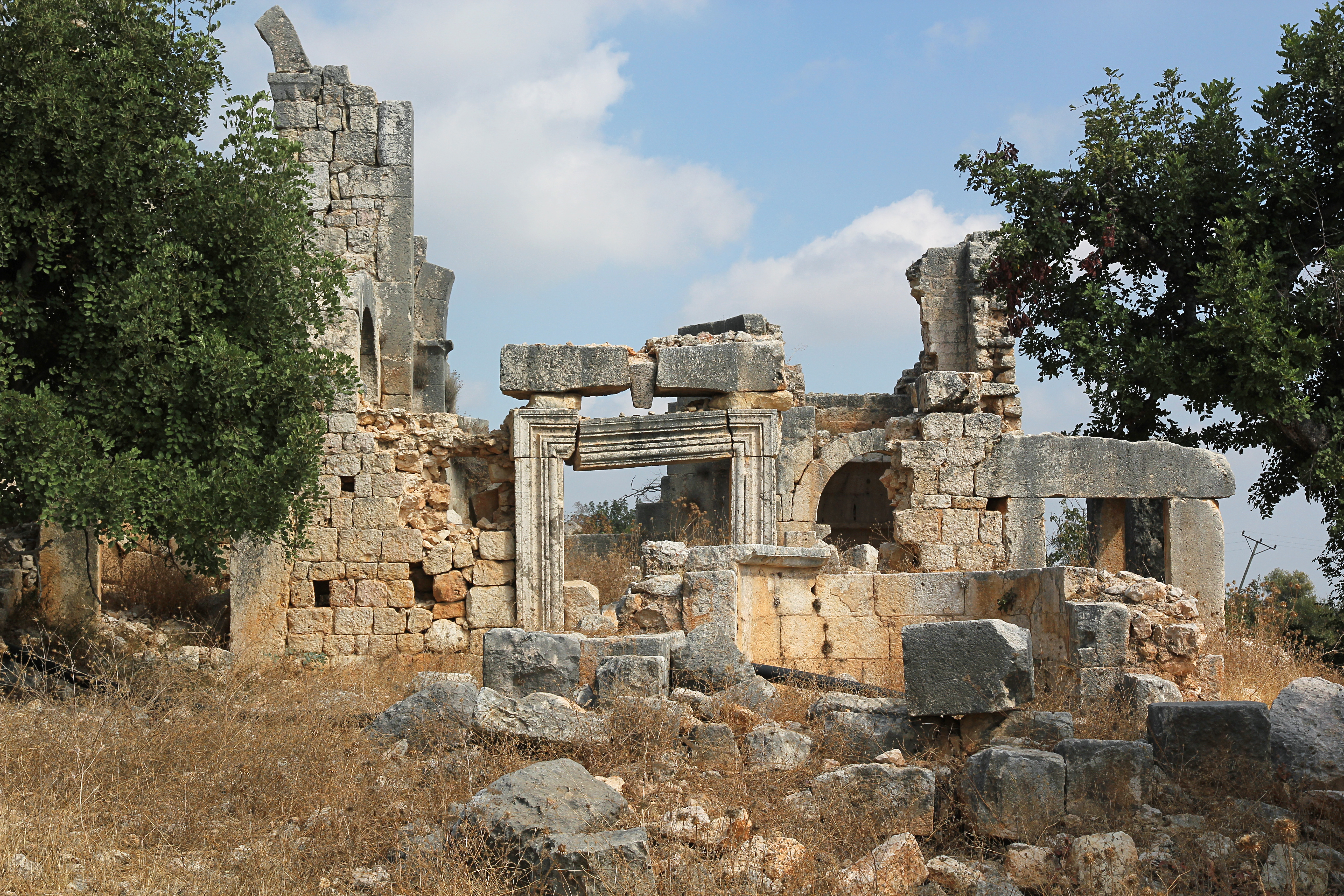
Eingang der Basilika mit davorliegender kleiner Kirche
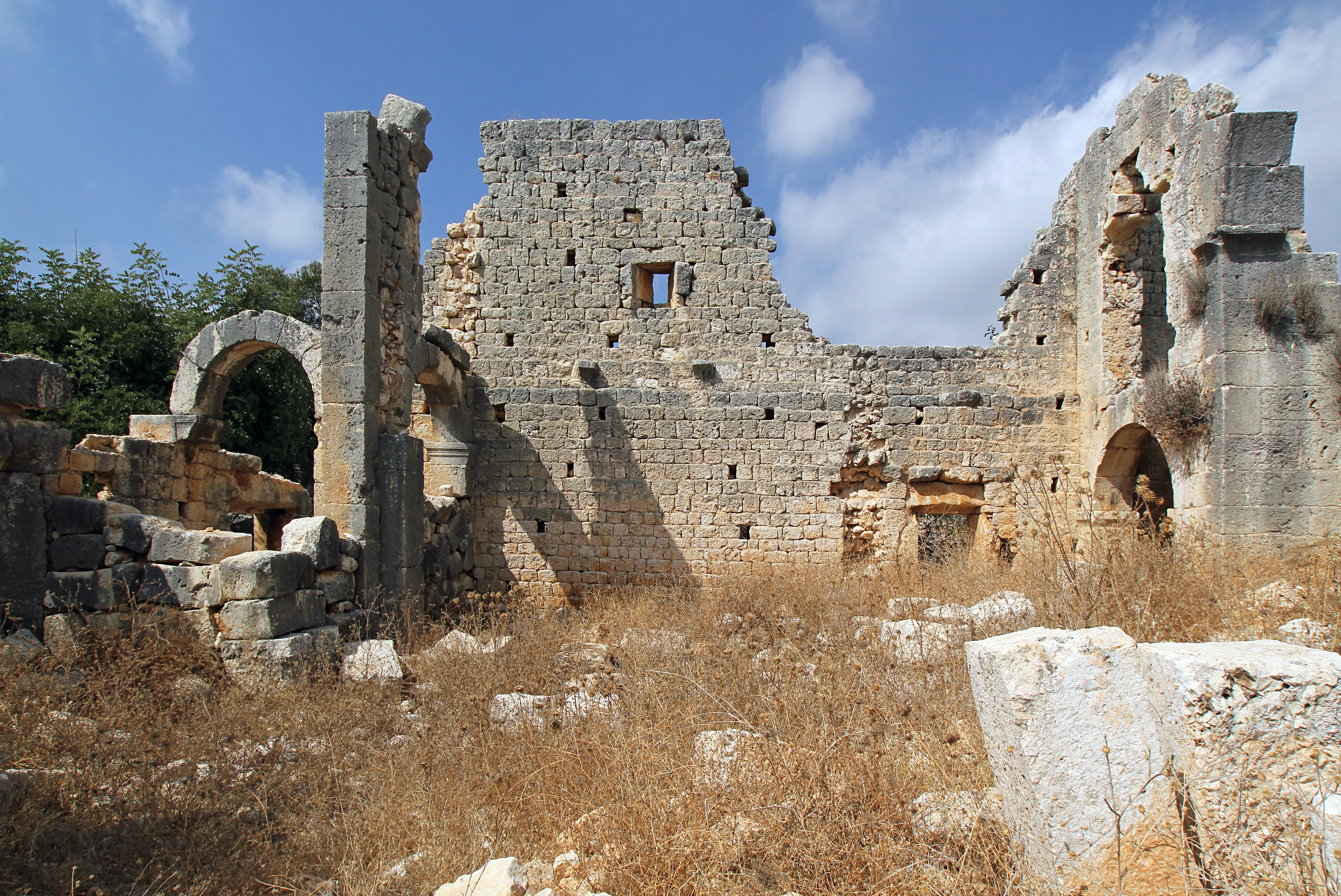
Nordwestwand der Kirche mit Eckraum und Nordapsis
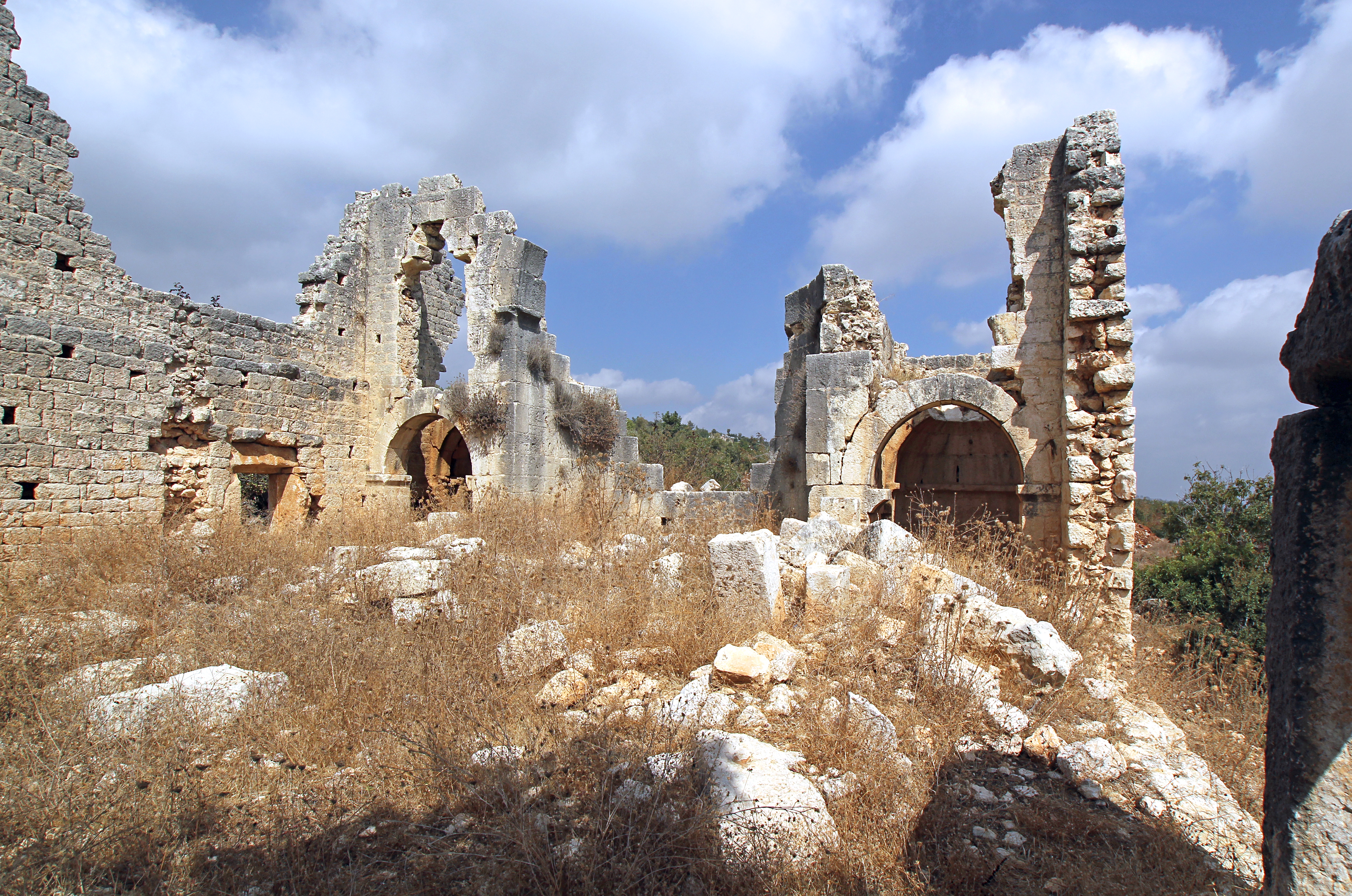
Nordostseite mit Apsiden
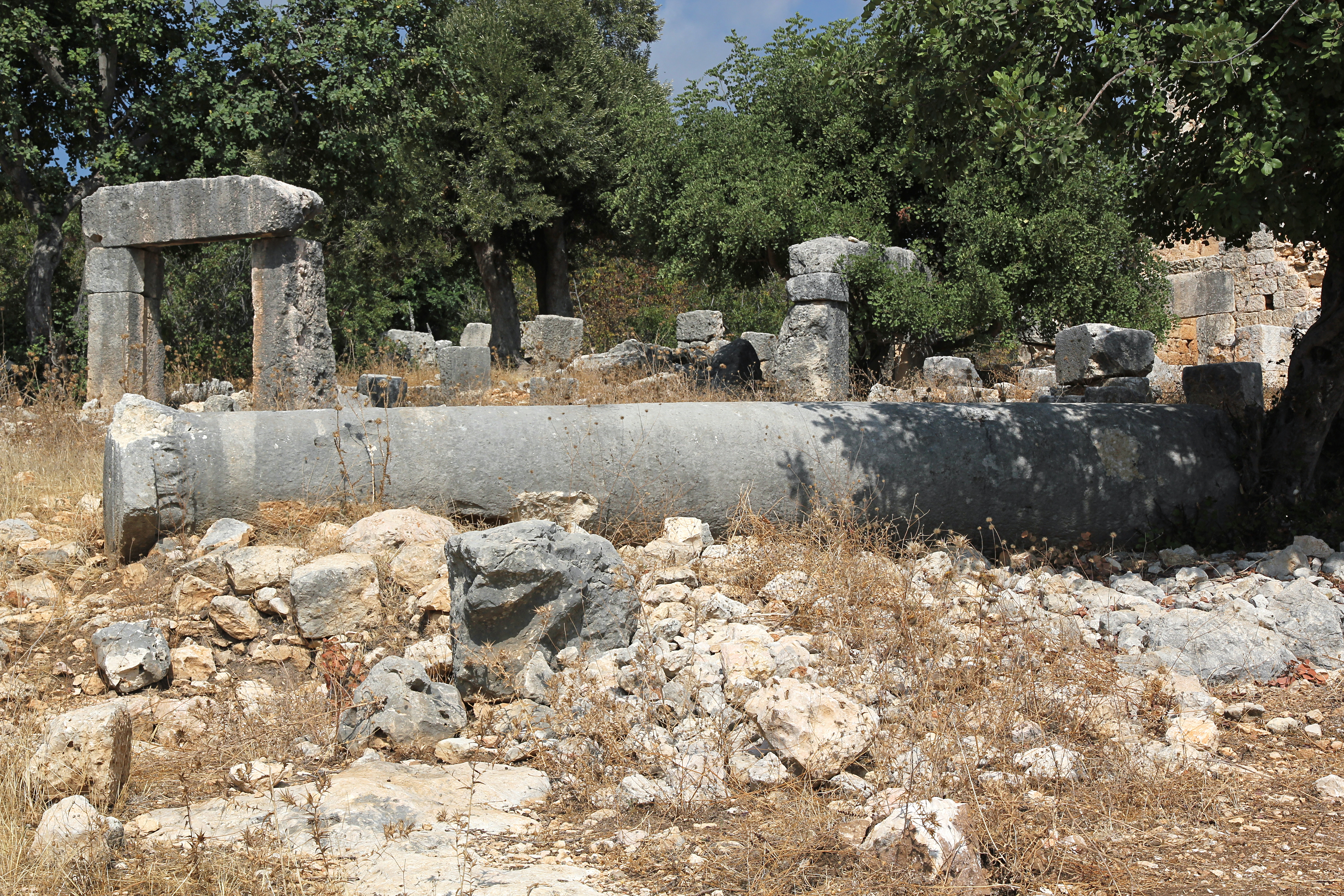
Liegende Säule
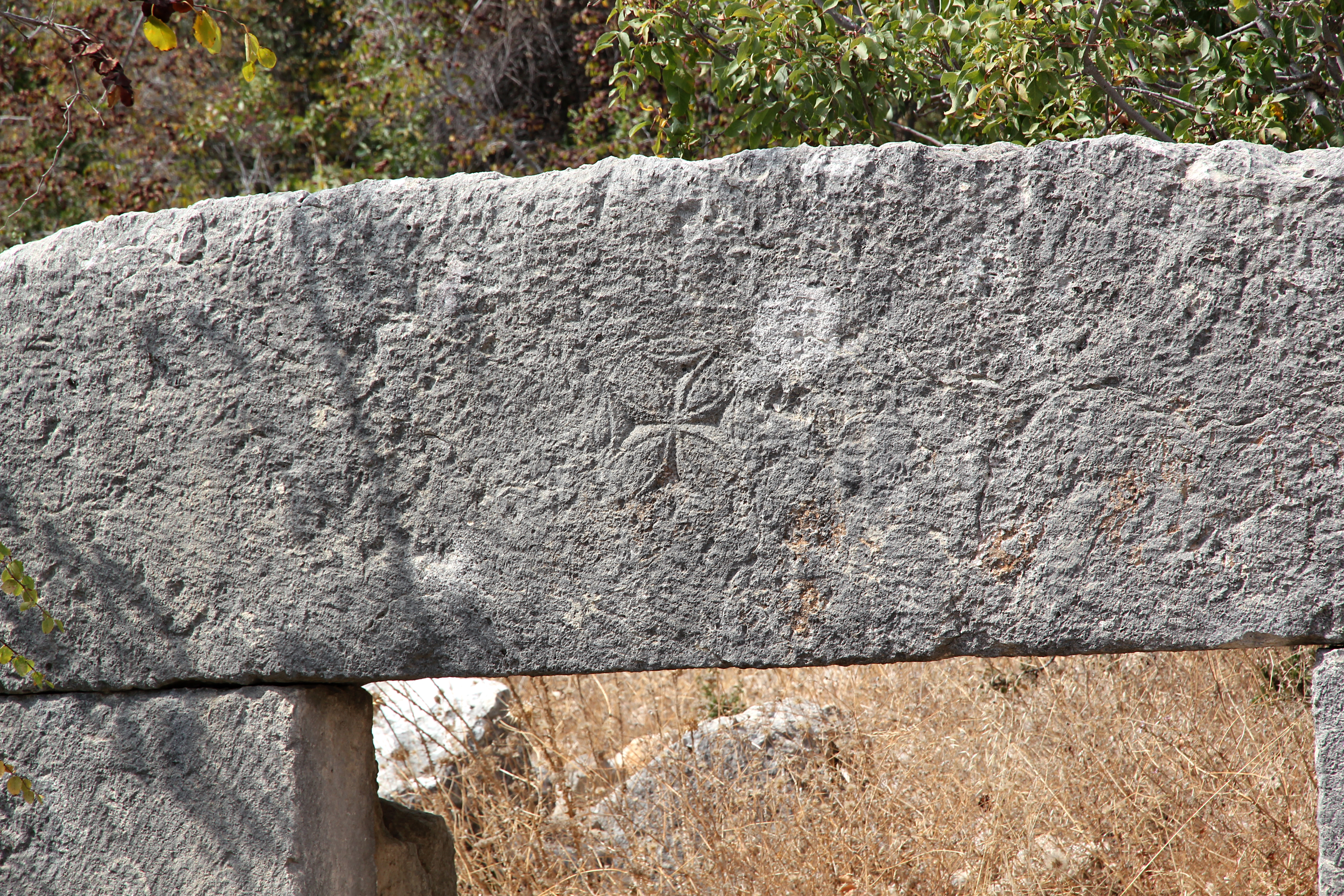
Türsturz mit Kreuz